# Remco Schol
Remco Schol (Rotterdam, 14 januari 1973) is een voormalig Nederlands voetballer. Hij speelde doorgaans als centrale verdediger of rechtsback.

## Spelersloopbaan
Schol doorliep de jeugdopleiding van Feyenoord en maakte op 17 december 1989 zijn debuut in het eerste elftal in een met 3-0 verloren uitwedstrijd bij RKC Waalwijk. Vanwege veel blessures, schorsingen en zieken moest trainer Pim Verbeek een beroep doen op de pas 16-jarige jeugdinternational. Bij gebrek aan perspectief of speelminuten vertrok de verdediger vier jaar later naar Helmond Sport waar hij uitgroeide tot basisspeler. Zijn eerste doelpunt scoorde hij op 19 maart 1994 in een met 1-1 gelijk gespeelde thuiswedstrijd tegen Telstar. In 1996 haalde trainer Henk van Stee hem naar VVV dat destijds een Rotterdamse enclave telde met spelers als John de Wolf, Frank Kooiman, Winston Bakboord, Milco Pieren en Edgar van der Roer. In 1999 verkaste Schol naar FC Zwolle waar hij uiteindelijk zeven seizoenen onder contract zou staan. In het seizoen 2001/02 werd hij kampioen met FC Zwolle dat twee seizoenen later weer uit de Eredivisie degradeerde. Aan het eind van het seizoen 2005/06 is hij gestopt met het spelen van betaald voetbal.

## Carrière
| Seizoen         | Club            | Competitie      | Competitie | Competitie | Beker | Beker | Nacompetitie | Nacompetitie | Totaal | Totaal |
| Seizoen         | Club            | Competitie      | Wed.       | Dlp.       | Wed.  | Dlp.  | Wed.         | Dlp.         | Wed.   | Dlp.   |
| --------------- | --------------- | --------------- | ---------- | ---------- | ----- | ----- | ------------ | ------------ | ------ | ------ |
| 1989/90         | Feyenoord       | Eredivisie      | 1          | 0          | 0     | 0     | —            | —            | 1      | 0      |
| 1990/91         | Feyenoord       | Eredivisie      | 1          | 0          | 0     | 0     | —            | —            | 1      | 0      |
| 1991/92         | Feyenoord       | Eredivisie      | 0          | 0          | 0     | 0     | —            | —            | 0      | 0      |
| 1992/93         | Feyenoord       | Eredivisie      | 0          | 0          | 0     | 0     | —            | —            | 0      | 0      |
| 1993/94         | Helmond Sport   | Eerste divisie  | 26         | 1          | ?     | 0     | —            | —            | ??     | 1      |
| 1994/95         | Helmond Sport   | Eerste divisie  | 24         | 0          | ?     | 0     | —            | —            | ??     | 0      |
| 1995/96         | Helmond Sport   | Eerste divisie  | 26         | 1          | ?     | 1     | —            | —            | ??     | 2      |
| 1996/97         | VVV             | Eerste divisie  | 32         | 1          | 3     | 0     | 4            | 0            | 39     | 1      |
| 1997/98         | VVV             | Eerste divisie  | 29         | 0          | 3     | 0     | —            | —            | 32     | 0      |
| 1998/99         | VVV             | Eerste divisie  | 29         | 2          | 4     | 0     | —            | —            | 33     | 2      |
| 1999/00         | FC Zwolle       | Eerste divisie  | 30         | 0          | 3     | 0     | ?            | 0            | ??     | 0      |
| 2000/01         | FC Zwolle       | Eerste divisie  | 28         | 2          | ?     | 1     | ?            | 0            | ??     | 3      |
| 2001/02         | FC Zwolle       | Eerste divisie  | 30         | 3          | 2     | 0     | —            | —            | 32     | 3      |
| 2002/03         | FC Zwolle       | Eredivisie      | 24         | 0          | 2     | 0     | —            | —            | 26     | 0      |
| 2003/04         | FC Zwolle       | Eredivisie      | 8          | 0          | ?     | 0     | —            | —            | ??     | 0      |
| 2004/05         | FC Zwolle       | Eerste divisie  | 19         | 1          | 2     | 0     | 5            | 0            | 26     | 1      |
| 2005/06         | FC Zwolle       | Eerste divisie  | 27         | 0          | 1     | 0     | 0            | 0            | 28     | 0      |
| Carrière totaal | Carrière totaal | Carrière totaal | 334        | 11         | ??    | 2     | ??           | 0            | ???    | 13     |

## Erelijst
| Nationaal               |    |         |
| Kampioen Eerste Divisie | 1x | 2001/02 |